# Hänsel und Gretel
Pour les articles homonymes, voir Hansel et Gretel (homonymie).

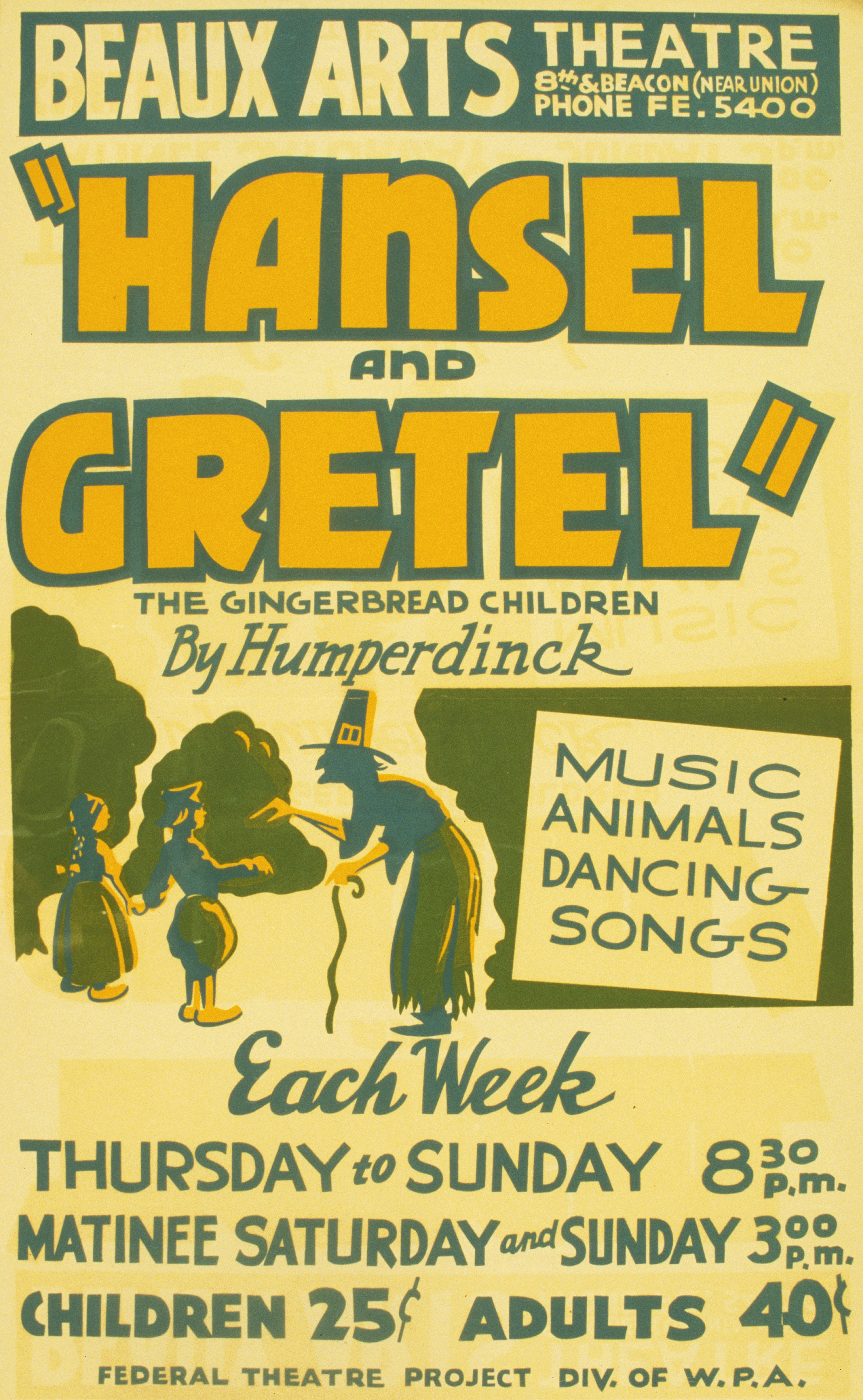
Affiche pour une adaptation théâtrale américaine dHänsel und Gretel dans les années 1930.

Hänsel und Gretel est un opéra romantique en trois actes d'Engelbert Humperdinck, sur un livret d'Adelheid Wette (sœur du compositeur), d'après le conte éponyme popularisé par les frères Grimm. Composé à Francfort-sur-le-Main en 1891, l'opéra fut créé le 23 décembre 1893 à Weimar sous la direction de Richard Strauss.

## Personnages
- Hänsel : mezzo-soprano
- Gretel : soprano
- Peter (le père, fabricant de balais) : baryton
- Gertrud (la mère) : mezzo-soprano
- La sorcière Grignotte : mezzo-soprano
- Le marchand de sable : soprano
- Le marchand de rosée : soprano
- Les enfants en pain d'épice : chœur soprano et alto
- Les quatorze anges : ballet

## Argument

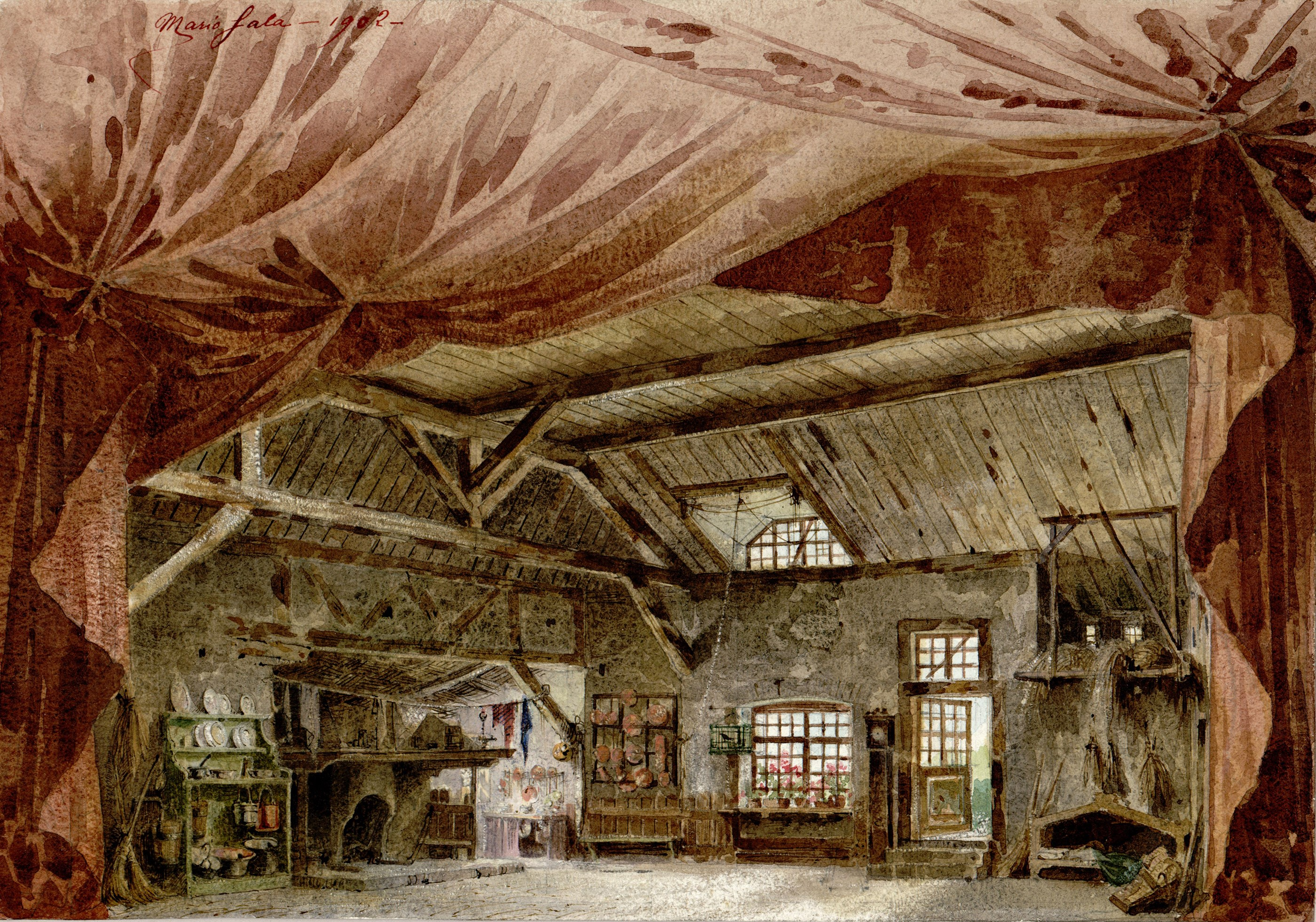
Scénographie de Mario Sala pour une représentation de 1902

## Argument[2]

### Acte I
Chez eux , Hansel et Gretel essayent d'oublier qu'ils ont faim en chantant et en dansant. Cependant Gertrud se rend compte que les enfants ne travaillent pas et les envoie chercher des fraises dans la forêt. Elle reste seule et se lamente de sa situation et de sa pauvreté. Puis, son mari Peter revient d'une journée réussie chargé de nourriture. Peter en vient à parler à Gertrud de l'existence d'une sorcière mangeuse d'enfants. Aussitôt Gertrud s'inquiète et part avec Peter à la recherche de leurs enfants dans la forêt.

### Acte II
Dans la forêt les enfants mangent toutes les fraises qu'ils sont en train de récolter en imitant les oiseaux. Voulant en récolter toujours davantage, la nuit tombe et ils se retrouvent perdus et effrayés. Ils prient et cherchent à se rassurer. Le marchand de sable leur verse du sable magique sur les yeux, ils s'endorment, et des anges descendus du ciel viennent les secourir.

### Acte III
Les enfants se réveillent lorsqu’ils reçoivent les gouttes de rosée que leur lance une fée. Gretel raconte son rêve avec l'intervention des anges. Hansel affirme lui aussi avoir rêvé d'anges. Soudain, cherchant par où sont partis les anges, ils découvrent l'existence d'une maison de pain d'épices. À la vue de celle-ci, ils se précipitent et commencent à la grignoter. La sorcière mangeuse d’enfants les découvre et leur jette un mauvais sort : Hansel est capturé, engraissé par Gretel ; la sorcière voulant les transformer en pain d'épices en les engraissant. Puis, lorsqu'elle s'envole sur son balai magique, Gretel ayant observé comment la sorcière jette ses sorts parvient à briser l'ensorcellement de la sorcière sur Hansel. Au retour de la sorcière les enfants parviennent à la duper en l'enfermant dans un four. Ils en profitent alors pour délivrer tous les autres enfants que la sorcière avait capturés. Les enfants retrouvent leurs parents et remercient Dieu d'avoir exaucé leur prière.

## Musique

### Orchestration
| Instrumentation |
| Bois |
| 1 piccolo, 2 flûtes, , 2 hautbois (le deuxième jouant aussi du cor anglais), 2 clarinettes, 1 clarinette basse, 2 bassons                                                                   |
| Cuivres |
| 4 cors, 2 trompettes, 3 trombones, 1 tuba |
| Percussions |
| timbales, cymbales, 1 tam-tam, 1 triangle, 1 glockenspiel, 1 grosse caisse avec cymbale, 1 machine à tonnerre, 1 coucou, 1 tambourin, 1 xylophone, 1 petite cloche, 1 paire de castagnettes |
| Cordes |
| premiers violons, seconds violons, altos, violoncelles, contrebasses, harpe |

## Histoire de l'interprétation
Hänsel und Gretel est dirigé pour la première fois à Weimar par Richard Strauss en 1893, puis à Hambourg le 25 septembre 1894, par Gustav Mahler.
La première production hors d'Allemagne a lieu à Bâle, en Suisse, le 16 novembre 1894.
La création anglaise a lieu à Londres le 26 décembre 1894, au Daly's Theatre, et la création américaine le 8 octobre 1895 à New York.
La première interprétation en Australie se tient le 6 avril 1907, au Princess's Theatre, à Melbourne.
Dans les pays anglophones, Hänsel und Gretel est le plus souvent représenté en langue anglaise. Pendant longtemps la traduction de référence fut celle de Constance Bache. Aux États-Unis, l'opéra est souvent interprété dans la traduction de Norman Kelley écrite pour la production de Nathaniel Merrill et Robert O'Hearn en 1967 au Metropolitan Opera.